# Dataspaces
Der Begriff Dataspace bzw. Datenraum bezeichnet einen relativ jungen Ansatz zur Informationsintegration, mit dessen Hilfe Problematiken sowohl physischer als auch virtueller Integrationsansätze gelöst werden sollen. Um den Erstellungsaufwand einer Integrationsarchitektur gering zu halten, wird bei Dataspaces keine feste Zielstruktur vorab benötigt. Stattdessen kommen existierende Matching- und Mapping-Techniken zur Anwendung, um Daten unabhängig vom Grad der Integration in einem System zur Verfügung zu stellen. Der dezentrale Ansatz von Dataspaces bietet die Grundlage für die digitale Souveränität von Unternehmen, da Daten bis zu ihrem Abruf in dem Einflussbereich des Datenurhebers verbleiben können.
Dataspaces wachsen nach und nach mit ihrer Aufgabe bei Bedarf, beispielsweise neue Geschäftsmodelle wie Pay-As-You-Go zu ermöglichen. Wenn z. B. aufwändigere Anfragen über in Beziehung stehende Daten benötigt werden, können diese als Integritätsbedingung definiert werden. Dadurch wird der Integrationsaufwand auf den Zeitpunkt des Entstehens des Informationsbedarfs verschoben.

## Anwendungsfälle
- Personal Information Management
- Wissenschaftliches Datenmanagement
- Logistik und Produktion zur Vernetzung im Internet of Things und in Supply Chains